# Mossavattenberget
Mossavattenberget är ett naturreservat i Lycksele kommun i Västerbottens län.
Området är naturskyddat sedan 2016 och är 79 hektar stort. Reservatet omfattar sydsluttningen av Mossavattenberget och består av gammal granskog.